# Dornhuscher
Der Dornhuscher (Pyrrholaemus brunneus) ist ein endemisch in Australien vorkommender Singvogel aus der Familie der Südseegrasmücken.

## Merkmale
Dornhuscher erreichen eine Länge bis zu 12,5 Zentimetern und ein Gewicht von rund 12 Gramm. Die Geschlechter unterscheiden sich farblich. Beim Männchen sind der Kopf und die Oberseite graubraun, Flügel und Schwanz dunkelbraun. Die rötliche Färbung des Kinns erstreckt sich bis zur Kehle. Brust und Bauch sind hellgrau, der Schnabel sowie die Beine dunkelgrau, die Iris ist schwarz. Beim Weibchen fehlt die rötliche Färbung von Kinn und Kehle, die übrige Zeichnung ähnelt der des Männchens.

## Verbreitung, Unterarten und Lebensraum
Der Dornhuscher kommt in trockenen und halbtrockenen Regionen Australiens vor. Die Art hat eine verstreute Verbreitung in den australischen Bundesstaaten, fehlt jedoch in Tasmanien. Sie besiedelt bevorzugt gebüschreiche Steppen mit Akazienbestand. Die Höhenverbreitung reicht vom Meeresspiegel bis auf 700 Meter. Unterarten werden nicht geführt.

## Lebensweise
Dornhuscher leben einzeln, paarweise oder in kleinen Gruppen und sind standorttreu. Die Vögel ernähren sich hauptsächlich von Insekten und weiteren Wirbellosen sowie gelegentlich von Samen. Sie suchen auf dem Erdboden und in niedriger Vegetation nach Nahrung. Ihr Gesang erklingt in erster Linie während der Brutzeit und wird besonders intensiv in Vollmondnächten oder nach Regen vorgetragen. Beide Geschlechter singen, das Männchen etwas anhaltender. Der Gesang setzt sich aus einer melodiösen Folge kurzer Noten zusammen, in die rasselnde Töne und Triller eingestreut werden. Dornhuscher sind auch in der Lage, Liedpassagen und Alarmrufe anderer Vogelarten zu imitieren.
Die Art brütet in den Monaten März bis Dezember, schwerpunktmäßig von Juli bis Dezember. Zuweilen erfolgen zwei Bruten im Jahr. Das Nest hat eine kugelförmige Struktur mit einem Seiteneingang. Es wird aus trockenem Gras, Federn, Haaren und Fell gefertigt und meist in Höhen von einem bis zu sechs Metern in niedrigen Sträuchern angelegt. Das Gelege besteht meist aus zwei bis vier Eiern, die dunkel graubraun oder olivbraun gefärbt sind und nur vom Weibchen bebrütet werden.

## Gefährdung
Obwohl die Bestände des Dornhuschers in Australien im Rückgang begriffen sind, wird die Art von der Weltnaturschutzorganisation IUCN als „least concern = nicht gefährdet“ geführt. Die Populationen haben in vielen Teilen Australiens aufgrund von Überweidung Rückgänge erlitten. Im westaustralischen Weizengürtel sind durch Umwandlung ihrer Lebensräume in landwirtschaftlich genutzte Flächen viele Biotope verloren gegangen. In New South Wales und Victoria stellen Katzen ein weiteres Problem dar, da deren Anzahl dort in einigen Gebieten hoch ist.